# Dines Skafte Jespersen
Dines Skafte Jespersen (født 29. januar 1905, død 5. december 1988) var en dansk lærer og forfatter. Han er begravet på nordre kirkegård på Hirsholmene.
Dines Skafte Jespersen skrev en lang række børne- og ungdomsbøger. Mest kendt er han nok for bogserien om Troldepus.